# فاي واتلتون
فاي واتلتون (بالإنجليزية: Faye Wattleton)‏ (وُلدت باسم أليس فاي واتلتون في 8 يوليو 1943). هي ناشطة أمريكية في مجال حقوق الإجهاض، وأول أميركية من أصل أفريقي تُنتخب بصفنها أصغر رئيسة لجمعية تنظيم الأسرة الأميركية، وأول امرأة منذ مارغريت سانغر تشغل هذا المنصب. اشتهرت بمساهماتها في مجالات تنظيم الأسرة والصحة الإنجابية، بالإضافة إلى دعمها لحركات حقوق الإجهاض.

## النشأة والطفولة
وُلدت واتلتون في مدينة سانت لويس، ميسوري، في عام 1943، الطفلة الوحيد لوالدها عامل البناء ووالدتها التي عملت خيّاطة وواعظة في حركة «تشيرش أوف غاد» المسيحية. خلال طفولتها، أدت استدعاءات والدتها المتكررة في عملها إلى سفر الأسرة المتكرر، وشاهدت واتلتون الأثر العاطفي الذي تركته أمها داخل أنصار الحركة نتيجة عملها واعظة معهم. بقيت واتلتون مدة 8 سنوات مع أفراد الأسرة والأصدقاء أثناء سفر والديها للعمل. على الرغم من أن والدتها لم توافق على عملها في مجال الحقوق الإنجابية، ترى واتلتون أن مبدأ عدم الحكم المسبق الذي تتبناه والذي آمنت به خلال نشأتها كان له تأثير عميق على عملها المستقبلي في تنظيم الأسرة.

## التعليم والحياة المهنية الباكرة
التحقت فاي واتلتون بجامعة ولاية أوهايو وهي بعمر 16 سنة. حصلت على درجة البكالوريوس في التمريض في عام 1964، وانتقلت للتدريس في مدرسة التمريض في مدينة دايتون، أوهايو لمدة عامين. أثناء وجودها في مدرسة التمريض، عملت واتلتون في مستشفى الأطفال في كولومبوس. رعت هناك الأطفال الذين عانوا من سوء المعاملة والإهمال والمرض.
كان اختيارها للجامعة التي ستحصل منها على درجة الماجستير أمرًا صعبًا عليها. إذ قُبلت في كل من الجامعة الكاثوليكية وجامعة كولومبيا. اختارت واتلتون الالتحاق بجامعة كولومبيا في نيويورك. بسبب تأثرها بالأطفال المولودين بإدمان المخدرات الموروث نتيجة تعاطي أمهاتهم للمخدرات، قامت واتلتون بأطروحة الماجستير الخاصة بها على تطبيقات تقنية الرحلان الكهربائي. (يشير مصطلح الرحلان الكهربائي إلى الاختبار المستخدم لفحص الأمهات الحوامل لكشف تعاطي المخدرات حتى يمكن علاج الطفل من مخاطر متلازمة السحب على الفور). تخرجت واتلتون مع درجة الماجستير في العلوم في رعاية الأم والأطفال الرضع، مع ترخيصها مُمرضة قابلة، من جامعة كولومبيا في عام 1967. ذهبت واتلتون إلى كولومبيا في منحة دراسية كاملة.
أثناء عملها للحصول على درجة الماجستير، تدربت في مستشفى في هارلم. رأت واتلتون هناك نساء مريضات يعانين من آثار جانبية تهدد الحياة بسبب الإجهاض غير الآمن. خلال فترة وجودها في المستشفى في هارلم تعرفت على جميع جوانب الحمل غير المرغوب فيه. قُبلت حوالي 6500 امرأة بسبب مضاعفات الإجهاض فيما يتعلق بالإجهاض غير المكتمل خلال فترة وجودها هناك. بعد التخرج من كولومبيا، حصلت واتلتون على عرضين للعمل. كان العرض الأول لها من رئيس قسم أمراض النساء والولادة في مستشفى هارلم. طلب من واتلتون التفكير بعرضه والموافقة على تقديم خدمات القبالة بشكل مستقل في قسم أمراض النساء والولادة في كليّة ألباني الطبية. تضمن العرض أيضًا ترقيتها إلى رئيسة القسم بعد عام. جاء العرض الثاني الذي تلقته واتلتون من أستاذ الصحة العامة الذي علَّمها في دايتون، وكانت قد أُعجبت به خلال أيام الدراسة الجامعية هناك. كان العرض هو شغل منصب النائب في دايتون المسؤول عن برامج صحة الأم والطفل التابعة لرابطة الممرضات الزائرات في قسم الصحة في دايتون. قبلت واتلتون العرض في دايتون وقررت العودة إلى المكان الذي بدأت منه. اعتقدت أن تأثيرها سيكون أكبر في دايتون منه في ألباني. عملت لمدة عامين مدربة ممرضات في كلية التمريض في مستشفى ميامي فالي في دايتون بينما كانت نائبة لشؤون رعاية الأمومة في جمعية الممرضين الزائرين.
خلال تأدية واتلتون لعملها (قابلة ونائبة للممرضات الزائرات) في قسم الصحة في دايتون، رأت الكثير من النساء المضطربات. إذ بلغ عمر أصغر فتاة رعتها واتلتون في عيادتها 13 عامًا. خلال فترة وجودها في هذا المنصب، أدركت واتلتون العواقب المجتمعية التي خلّفها الحمل على الأمهات الصغيرات في السن. إذ أزعجتها مسألة الحمل في سن المراهقة. لذلك، واصلت العمل بهدف تحصيل الحقوق الإنجابية للمرأة لتتمكن النساء والفتيات الصغيرات من الحصول على الرعاية التي يحتجن إليها.
نظرًا لكون عيادة دايتون الصحية منشأة خاصة، كُلفت العيادة بالإبلاغ عن عدد الأمهات اللائي يتلقين رعاية خلال فترة ما قبل الولادة. بدأت واتلتون في متابعة الأمور وسرعان ما أدركت أن حوالي 30% من الأمهات في دايتون لم يحصلن على رعاية خلال فترة ما قبل الولادة. مذهولةً من هذه الإحصائية، طالبت واتلتون بالتغيير. واستنتجت أهمية الوصول إلى النساء قبل وقت إنجاب أطفالهن لضمان الصحة الجيدة. من خبراتها السابقة، عرفت واتلتون أن انتشار العيادات الصحية في الأحياء الفقيرة لمدينة نيويورك يُعتبر أمراً فعالاً. لذلك، حاولت تكرار هذا الأسلوب في دايتون، أوهايو. قال رئيسها أن بإمكانها افتتاح عيادات كهذه فقط إن عثرت على أطباء يرغبون في العمل بها. انخرطت واتلتون قليلاً في السُلطات المحلية في دايتون وعرفت الكثير من أطباء أمراض النساء والتوليد. قدمت الإحصائيات حول كيفية مساعدة العيادات في تحسين الرعاية المقدمة خلال فترة ما قبل الولادة وكان الإجماع العام على أنه لا ضير من المحاولة. بعد ثلاثة أشهر، افتتحت واتلتون عيادة مع ممرضة واحدة للصحة العامة. بالإضافة إلى تعاون ثلاث مستشفيات في المنطقة. إذ تعالج واتلتون والممرضة المرضى أصحاب المشاكل بسيطة، وإذا عُثر على ما يستدعي القلق، يُنقل المريض إلى أحد المستشفيات المُتعاونة. لم يُسمح لواتلتون أيضًا باجراء عمليات التوليد في العيادة. إذ تُحوّل المريضة بعد تسعة أشهر من رعايتها إلى أحد المستشفيات المتعاونة للتحضير للولادة.
في عام 1967، شغلت فاي واتلتون منصب المدير المساعد لخدمات تمريض الصحة العامة في دايتون، أوهايو. في دايتون، «بدأت حياتها المهنية بصفتها مؤسسا فعّالا للتحالفات في مجال الحقوق الإنجابية»، وفي العام ذاته، انضمت أيضًا إلى مجلس تنظيم الأسرة المحلي وبعد فترة وجيزة في عام 1970، أصبحت واتلتون رئيسة جمعية تنظيم الأسرة في دايتون. كان نجاحها في توحيد الطبقات من ذوي البشرة البيضاء والطبقة الوسطى والنساء من الطبقة الفقيرة دليلاً على امتلاك واتلتون لمهارة توحيد الأفراد. خلال أواخر الستينيات وأوائل السبعينيات، شهدت الولايات المتحدة مناخًا سياسيًا متصاعدًا أدى إلى احتجاجات عنصرية ضد الحرب. أدى مقتل مالكوم إكس، ومارتن لوثر كينغ وروبرت كينيدي إلى زيادة الوضع سوءًا. دُرس الوضع القانوني للإجهاض أيضًا على جدول الأعمال السياسي. حققت واتلتون انتصارًا كبيرًا لدايتون عندما بدأت مبادرتها بتزويد المراهقين بوسائل منع الحمل دون موافقة ذويهم. في عام 1978، عُينت فاي واتلتون رئيسة لاتحاد تنظيم الأسرة في أمريكا، ما جعلها أول امرأة أمريكية من أصل أفريقي تُنتخب من قبل مجلس الإدارة بصفتها رئيسة لجمعية تنظيم الأسرة.

## روابط خارجية
- فاي واتلتون على موقع IMDb (الإنجليزية)
- فاي واتلتون على موقع إن إن دي بي (الإنجليزية)